# Nick LaBrocca
Nick LaBrocca est un joueur américain de soccer né le 4 décembre 1984 à Howell Township dans le New Jersey. Il évolue au poste de milieu de terrain.

## Biographie
Nick LaBrocca est repêché en 35e position de la MLS SuperDraft 2007 par les Rapids du Colorado. 
Le 11 novembre 2008, LaBrocca est appelé pour la première fois en sélection nationale à l'occasion d'un match de qualification à la coupe du monde contre le Guatemala mais reste sur le banc pendant toute la durée du match.

## Palmarès
vierge